# Neivamyrmex shuckardi
Neivamyrmex shuckardi é uma espécie de formiga do gênero Neivamyrmex.